# Spinčić
Spinčić je priimek več znanih ljudi:
- Vjekoslav Spinćić (1848—1933), hrvaški teolog, politik in publicist